# 시스템베릴로그
시스템베릴로그(SystemVerilog, 표준 IEEE 1800)는 전자 시스템의 모델링, 디자인, 시뮬레이션, 테스트, 구현에 사용되는 하드웨어 기술 및 하드웨어 검증 언어이다. 시스템베릴로그는 베릴로그 및 일부 확장에 기반을 두며 2008년부터 베릴로그는 동일 IEEE 표준의 일부이다. 반도체, 일렉트로닉스의 설계 산업에 흔히 사용된다.